# Стеффенс, Линкольн
Джозеф Линкольн Стеффенс (англ. Joseph Lincoln Steffens; 6 апреля, 1866 года, Сан-Франциско — 9 августа 1936 года, Кармель, Калифорния) — американский журналист и писатель.

## Биография
Сын богатого торговца. Окончил учёбу в университете Беркли, также учился во Франции и Германии.
С 1892 года работал репортёром в «Нью-Йоркской вечерней газете» (англ. The New York Evening Post), а позже стал издавать журнал Макклюра (англ. McClure's Magazine).
В 1906 году вместе с Айдой Тербел (англ. Ida Tarbell) и Реем Бейкером (англ. Ray Stannard Baker) основал радикальное издание «Американский журнал» (англ. American Magazine), где был главным представителем журналистского стиля «разгребание грязи» (англ. muckraking).
Он поддерживал участников Мексиканской революции в 1910 году, о которой много писал и надеялся, что её цели будут иметь успех.
В 1919 году вместе со специальным дипломатическим представителем США Уильямом Буллитом Стеффенс посетил Советскую Россию, где встретился с Лениным и наркомом иностранных дел Чичериным. Стеффенс с энтузиазмом писал: «Я видел будущее, и оно работает» (англ. I have seen the future and it works).
Позже он часто участвовал в рабочих собраниях, где выступал против фашизма. Незадолго до смерти вступил в Коммунистическую партию США (другие источники, впрочем, утверждают, что он всегда оставался беспартийным).
Свои последние годы жил в Кармеле, Калифорния, где его навестили Илья Ильф и Евгений Петров. Они описали встречу в своей книге «Одноэтажная Америка»:

— Я не могу больше оставаться здесь, — тихо сказал он, поворачивая голову к окну, будто лёгкая и вольная природа Калифорнии душила его, — я не могу больше слышать этого идиотского оптимистического смеха.
Это сказал человек, который всю свою жизнь верил в американскую демократию, поддерживал её своим талантом писателя, журналиста и оратора. Всю жизнь он считал, что общественное устройство Соединённых Штатов идеально и может обеспечить людям свободу и счастье. И какие бы удары ни получал он на этом пути, он всегда оставался верным ему. Он говорил: «Всё дело в том, что в нашей администрации мало честных людей. Наш строй хорош, нам нужны только честные люди».
А теперь он сказал нам:
— Я хотел написать для своего сына книгу, в которой решил рассказать всю правду о себе. И на первой же странице мне пришлось…
Внезапно мы услышали короткое глухое рыдание: Линкольн Стеффенс плакал. Он закрыл руками своё тонкое и нервное лицо — лицо учёного.
Жена подняла его голову и дала ему платок. Но он, уже не стесняясь своих слёз, продолжал:
— Мне пришлось открыть сыну, как тяжело всю жизнь считать себя честным человеком, когда на самом деле был взяточником. Да, не зная этого, я был подкуплен буржуазным обществом. Я не понимал, что слава и уважение, которыми я был награждён, являлись только взяткой за то, что я поддерживал несправедливое устройство жизни…

## Творчество
В своих книгах «Стыд городов» (англ. The Shame of the Cities, 1904), «Борьба за самоуправление» (англ. The Struggle for Self-Government, 1906), «Строители» (англ. The Upbuilders, 1909) Стеффенс обличал местную бюрократию в коррупции. Он рассчитывал, что радикальные реформы могут улучшить ситуацию в стране.
Его двухтомная «Автобиография» стала ценным классическим произведением американской литературы. На русском языке издана в сокращённом переводе под названием «Разгребатель грязи» в 1949 г.